# 양강면
양강면(楊江面)은 대한민국 충청북도 영동군에 있는 면 소재지이다.

## 행정 구역
- 가동리
- 괴목리
- 구강리
- 남전리
- 두평리
- 만계리
- 묘동리
- 묵정리
- 산막리
- 쌍암리
- 양정리
- 유점리
- 죽촌리
- 지촌리

## 교육
- 양강초등학교